# Sabrodter See
Der Sabrodter See, obersorbisch Zabrodski jězor, ist ein in der Flutung befindlicher See im Restloch des ehemaligen Tagebaus „Spreetal-Nordrandschlauch“. Er befindet sich nördlich von Hoyerswerda und südlich der Ortschaft Sabrodt nahe der brandenburgischen Grenze in der sächsischen Lausitz. Er ist ein Teil des entstehenden Lausitzer Seenlandes.
Am Sabrodter See soll ein Sport- und Golfresort mit Hotels, Wellnesspark, Veranstaltungshalle und Speedboot-Center entstehen. Das Projekt wird mit seinem Investitionsvolumen von 100 Millionen Euro große Bedeutung für die Entwicklung der Gesamtregion haben, ist jedoch noch in der Planungsphase. Mehr als 500 Arbeitsplätze sind vorgesehen.
Der See ist wie die benachbarten Seen zurzeit noch im Besitz der LMBV, soll aber vom Freistaat Sachsen übernommen werden, wie im Juni 2005 vereinbart wurde. Westlich des Sabrodter Sees liegen der Blunoer Südsee und der Neuwieser See, östlich der Spreetaler See und südlich der Bergener See. Mit einigen dieser Seen wird der Sabrodter See über die geplanten und zum Teil im Bau befindlichen Überleiter 1, 2 und 3 verbunden.
Im Dezember 2024 stand der Wasserspiegel bei 101 m über NN, das entspricht 91 % des angestrebten Standes.

## Lage des Sees
Das Seengebiet, das die ehemaligen Tagebaue Spreetal, Bluno und Spreetal-Nordost umfasst, befindet sich im Norden von Hoyerswerda. Es wird begrenzt
- im Norden durch die Bundesstraße 156
- im Süden durch einen Ausläufer des Bergener Sees
- im Westen durch den Blunoer Südsee
- im Osten durch Forstgebiete.

## Geschichte des Sees
Der Sabrodter See hat keine eigene Tagebau-Vorgeschichte. Für die Gestaltung der Bergbaufolgelandschaft des Tagebaufeldes Spreetal wollte man ursprünglich Erdmassen aus dem Tagebau Proschim verwenden. Dieser sollte 1992 in Betrieb gehen, aber dazu kam es nicht. Daher wurden über eine Bandanlage 50 Mio. Kubikmeter Abraum aus dem Tagebau Scheibe in das Restloch Spreetal befördert. Diese Massen reichten bei weitem nicht aus, das Loch zu verfüllen. Deshalb entstanden aus den übrig gebliebenen Restlöchern des Tagebaufeldes Spreetal der Blunoer Südsee (aus dem Restloch Nordschlauch), der Neuwieser See (aus dem Restloch Bluno), der Sabrodter See (aus dem Restloch Nordrandschlauch) und der Bergener See (aus dem Restloch
Südostschlauch).

## Daten im Endzustand
- Wasserfläche: 207 ha
- Speichervolumen: 28 Mio. m³
- Wasserspiegelhöhe: 104 m über NN
- Flutung: 2006 bis 202?

## Überleiter

### Überleiter 1
- siehe Spreetaler See/Überleiter 1

### Überleiter 2
Der Überleiter 2 wird den Sabrodter See über einen 240 Meter langen und bis zu 2,50 Meter tiefen Kanal mit dem Bergener See verbinden. Da beide Seen annähernd den gleichen Wasserstand aufweisen werden, erübrigt sich der Bau einer Schleuse. Es ist die Errichtung einer Brücke geplant. Um den Anforderungen des Naturschutzes gerecht zu werden, werden entlang dieses Kanals gesperrte Flachwasserzonen mit Röhrichtbeständen eingerichtet sowie künstliche Brut- und Nistmöglichkeiten an dem Brückenbauwerk geschaffen. In der Hauptbrutperiode von April bis Juli wird auf dem Überleiter 2 ein generelles Nutzungs- und Fahrverbot bestehen.

### Überleiter 3
Der Überleiter 3 wird den Sabrodter See über einen 130 Meter langen und bis zu 3,50 Meter tiefen Kanal mit dem Blunoer Südsee verbinden. Da beide Seen annähernd den gleichen Wasserstand aufweisen werden, erübrigt sich der Bau einer Schleuse. Es ist die Errichtung einer Brücke geplant.